# Walentynkowe hity
Walenynkowe hity - album Violetty Villas i Michała Wiśniewskiego nagrany i wydany w 2003 roku z okazji Walentynek. Płyta zawiera pięć tang, w tym trzy duety Villas i Wiśniewskiego oraz po jednej piosence wykonywanej solo („Nie Pragnę Złota” śpiewaną przez piosenkarkę i „Kobieta” wykonywana w wykonaniu Michała Wiśniewskiego).
Piosenka „Tango Dla Kowalskiej” miała stanowić finał show Violetty Villas podczas jubileuszowego Festiwalu Piosenki Polskiej w Opolu w 2003, jednak ostatecznie artystka z tego zrezygnowała.

## Spis utworów
| #  | Tytuł                  | Autorzy     | Długość |
| -- | ---------------------- | ----------- | ------- |
| 1. | „Od Stóp Do Głów”      | I. Jaszczuk | 3:00    |
| 2. | „Pod Różą”             | I. Jaszczuk | 3:19    |
| 3. | „Nie Pragnę Złota”     | I. Jaszczuk | 3:46    |
| 4. | „Kobieta”              | I. Jaszczuk |         |
| 5. | „Tango Dla Kowalskiej” | I. Jaszczuk | 2:14    |